# 托尔斯滕·林德贝里
托尔斯滕·林德贝里（瑞典語：Torsten Lindberg，1917年4月14日—2009年8月31日），瑞典男子足球运动员。他曾代表瑞典国家队参加1948年夏季奥林匹克运动会足球比赛，获得一枚金牌。